# هتوه‌هی
هِتوه‌هِی (به مجاری:  Hetvehely) یک شهرداری در مجارستان است که در ناحیه سنت‌لورینتس واقع شده‌است. هتوهلی ۲۱٫۳۸ کیلومتر مربع مساحت و ۴۹۸ نفر جمعیت دارد.

## خواهرخوانده
شهر Rafz خواهرخواندهٔ هتوهلی هست.